# Sophie Trébuchet
Sophie Françoise Trébuchet (19 de junio de 1772 en Nantes - 27 de junio de 1821 en París)  fue una pintora francesa y madre de Víctor Hugo.

## Primeros años
Sophie Françoise Trébuchet nació el 19 de junio de 1772 en Nantes, en la rue des Carmélites, y fue la cuarta de ocho hermanos. Su padre, Jean-François Trébuchet, era capitan de barco, y su madre, Louise Le Normand (1748-1780), natural de Saint-Fiacre-sur-Maine, era hija del senescal Château-Thébaud  Poco después de su nacimiento, Trébuchet fue bautizada en la iglesia de Saint-Laurent.
Sophie se quedó huérfana a los ocho años, cuando su madre murió, el 14 de agosto de 1780, tres semanas después de dar a luz a su octavo hijo, que no sobrevivió. Su padre, con problemas económicos, se vio obligado a aceptar una misión en el océano Índico de los navieros de Brest. Subastó parte de los bienes de la pareja para pagar el equipamiento del barco «El Conde de Grasse», y luego se embarcó. Antes de su partida, se preocupó de internar a sus siete hijos supervivientes, mientras que los dos mayores fueron a parar respectivamente a manos de su sobrino Louis Trébuchet y de su cuñada Louise Mathurine Le Normand du Buisson. Tras la muerte de su padre, los niños fueron repartidos entre el resto de la familia, mientras que Trébuchet dejó a su tutor, Menant-Dugué, para reunirse con su tía paterna, Françoise-Louise Trébuchet.

## La revolución
El 18 de julio de 1789, Trébuchet asiste a los disturbios revolucionarios de Nantes, donde simpatiza con la causa monárquica tras presenciar la ejecución de dos niñas y de su madre, Madame de La Biliais, a quien conoció en su infancia. Este episodio permaneció en su memoria el resto de su vida. Durante el Terror, desencadenado en Nantes por Jean-Baptiste Carrier, Trébuchet regresó a Châteaubriant, pero el 11 de febrero de 1796 fue testigo de una batalla en Grand-Auverné entre Republicanos y Chuans. Ese mismo año, conoce en Châteaubriant a Joseph Léopold Sigisbert Hugo, un soldado republicano del que se enamora. El 15 de noviembre de 1797 se casaron en París[.

## Vida conyugal
La pareja se instala en la Maison-Commune de París. Su primer hijo, Abel Hugo, nace el 15 de noviembre de 1798. Durante su estancia con la familia Hugo, Trébuchet se queda embarazada por segunda vez y desea regresar a Gran Bretaña, pero su marido se niega. Eugène Hugo nació el 16 de septiembre de 1800, en Nancy, rue des Maréchaux. Léopold Hugo fue nombrado ayudante general en Lunéville, donde Trébuchet conoció a José Bonaparte. Más tarde, la familia se trasladó a Besançon, donde, el 26 de febrero de 1802, nació Víctor, el tercer hijo de Trébuchet.
Léopold fue enviado a Marsella, donde se reunió con el resto de su familia. Una vez allí, buscó un ascenso y envió a Trébuchet a Victor Fanneau de La Horie, en París. Se quedó en París, donde se trasladó al Hotel de Nantes, rue Neuve-des-Petits-Champs, donde vivía Victor Fanneau de La Horie. La Horie había sido amante de Sophie Trébuchet durante algún tiempo, y se especula con la posibilidad de que fuera el padre de Victor Hugo.

## Vida posterior
A principios de 1803, Léopold se fue a Bastia, mientras que Victor Fanneau de La Horie se trasladó a la rue des Saussaies y compró el castillo de Saint-Just. Trébuchet viajó a Livorno para reunirse con su marido y sus hijos, pero se enteró de que Léopold tenía una amante llamada Catherine Thomas Trébuchet regresó a París con sus tres hijos.
Sophie se trasladó a la rue de Clichy y decidió ocultar a La Horie, sospechoso de ir en contra del gobierno. Los casos se aclararon, pero La Horie fue obligado a vender sus propiedades (entre ellas Saint-Just) y a exiliarse en América, a lo que se negó. En 1806, Trébuchet y los niños visitaron a Leopoldo en Nápoles, donde vivía con su amante. Éste se opuso a la idea de que su familia se reuniera con él por temor a que su esposa descubriera su aventura.
Trébuchet y sus hijos fueron a ver a Hugo de todos modos, pero partieron al día siguiente hacia París. Llegaron el 7 de febrero de 1809 y se instalaron en un antiguo convento de la rue des Feuillantines.
La capilla servía de escondite a Victor Fanneau de La Horie. Los niños, al principio, no sabían de su presencia, pero pronto lo descubrieron. Por precaución, Trébuchet le hizo rebautizar como M. de La Courland, y se convirtió en un nuevo padre para los tres hijos. El 29 de diciembre de 1810, Victor Fanneau de La Horie fue traicionado y arrestado en Feuillantines, bajo la mirada de la familia Trébuchet-Hugo.
En marzo de 1811, la familia viaja a España para visitar a Léopold, convertido en conde de Sigüenza. Éste no estaba al corriente de su llegada, por lo que, tras un peligroso viaje a través de un país hostil y en guerra, la familia fue recibida en Madrid por el hermano de Léopold. Irritado por las acciones de su esposa, Léopold, que vivía en Guadalajara con su amante, solicitó el divorcio y la custodia de sus hijos, a los que colocó en el Colegio de Nobles de Madrid. Trébuchet rechazó las instrucciones de su marido y pidió ayuda a José Bonaparte, que era rey de España; los cónyuges se reconciliaron rápidamente. Pero al cabo de algún tiempo, Léopold se enteró por una fuente desconocida de la relación entre Victor Fanneau de La Horie y Trébuchet. Esperaba regresar a París lo antes posible para tener noticias de su amante.
Un día recibió de París la cantidad de 4.750 francos (sospechaba que La Horie se los había enviado) y decidió partir de inmediato; aprovechó la escolta del mariscal Bellune para cruzar España sin problemas. En París, visita regularmente a su amante, encarcelado en Vincennes.
Prestó atención al complot del general Malet, que anunció la muerte de Napoleón Bonaparte en Rusia. Victor Fanneau de La Horie, una vez liberado, iba a convertirse en Ministro de Policía. Pero el complot fue desvelado y los conspiradores, de los que formaba parte, fueron encarcelados en la prisión de la Abadía; todos fueron fusilados en la llanura de Grenelle el 29 de octubre de 1812 Sophie siguió al convoy fúnebre hasta el cementerio de Vaugirard.
El 31 de diciembre de 1813, la familia se trasladó a la rue des Vieilles Tuileries (actual rue du Cherche-Midi). Léopold llegó a Thionville donde presentó a Catherine Thomas como «General Hugo». Trébuchet decidió localizar a su marido, después de que éste dejara de pagarles el alquiler. Confió a Eugene y Victor a la familia Foucher y se marchó con Abel. Léopold volvió a pedir el divorcio, alegando adulterio, y colocó a sus hijos en un internado.
Cuando Sophie regresó a París, descubrió que su apartamento estaba precintado, por lo que pidió hospitalidad a los Foucher. Más tarde, Léopold llegó a París con Catherine Thomas, a quien presentó en los Salones; regresó a Thionville durante los Cien Días. Sophie visitaba regularmente a sus hijos en su colegio.

## Muerte
Tras encontrar su apartamento, Trébuchet, empobrecida, se vio obligada a trasladarse a la rue des Petits-Augustins, actual rue Bonaparte. Recuperó la custodia de sus hijos en 1818, cuando el tribunal civil del Sena pronunció la separación de cuerpos y bienes del matrimonio Hugo. Abel tenía 20 años, Eugène 18 y Victor 16. El mayor se convirtió en teniente a media paga y los dos más jóvenes ingresaron en la Facultad de Derecho, mientras su padre pensaba que irían al école polytechnique. Al descubrir que Victor tenía un talento extraordinario para la poesía, Trébuchet trató de desarrollar sus propias dotes artísticas. Victor dedicó sus primeros poemas a su madre.
La familia estaba muy unida a Foucher, y se reunían regularmente durante varios años desde que la Sra. Foucher había recibido por primera vez a los hijos de Trébuchet para pasar las tardes en casa de los Foucher en Toulouse. Un día, Trébuchet descubrió que Victor y Adèle Foucher estaban enamorados. Como no apreciaba mucho a la joven se opuso a su relación.
En la primavera de 1820, Sophie Trébuchet cuidaba el jardín, pero sufría de un resfriado. Cayó enferma y murió en cama la tarde del 27 de junio de 1821.